# Fleix

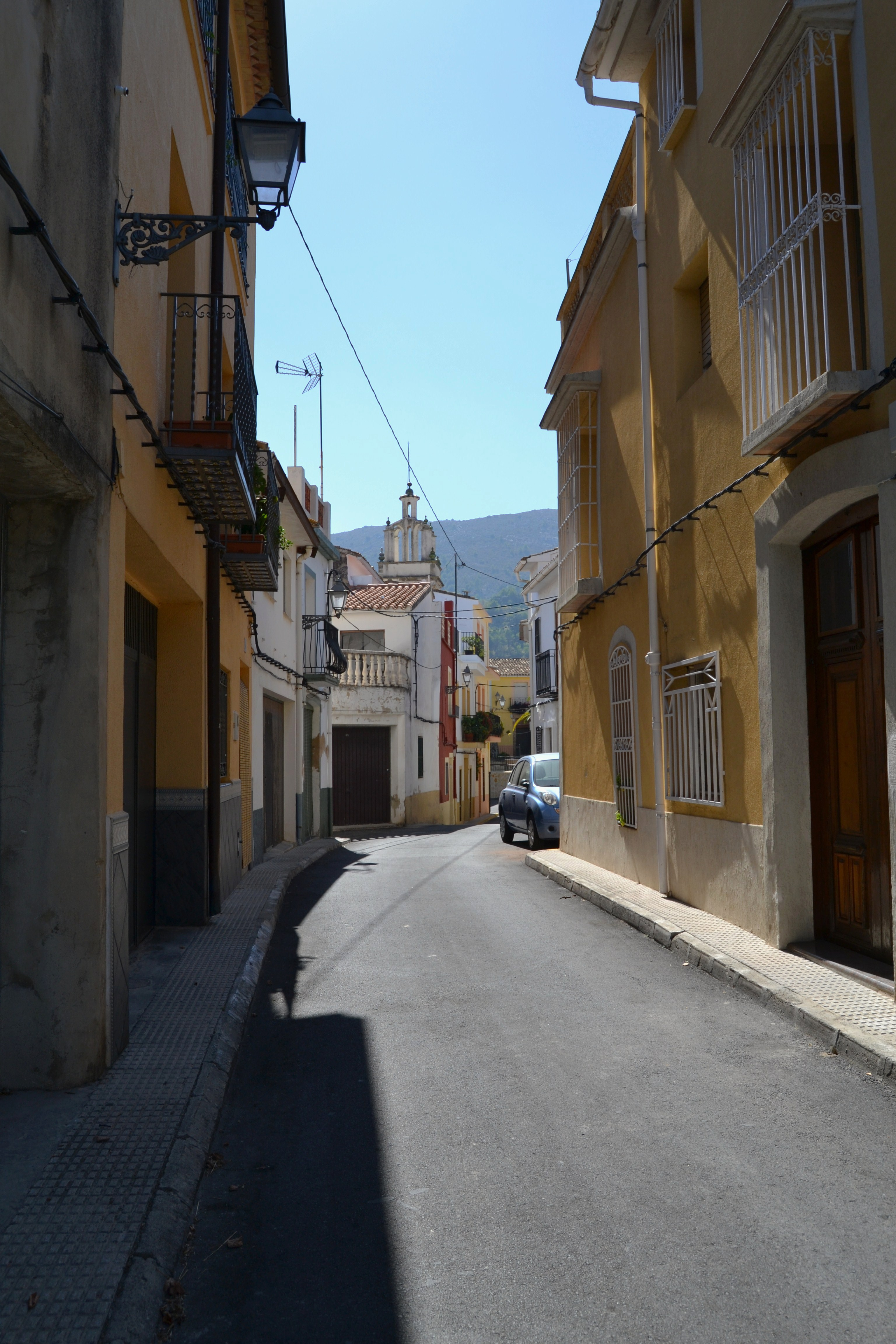
Fleix (2012)

Fleix ist eine französische Gemeinde mit 144 Einwohnern (Stand: 1. Januar 2022) im Département Vienne in der Region Nouvelle-Aquitaine. Sie gehört zum Arrondissement Montmorillon und zum Kanton Chauvigny.

## Geographie
Fleix liegt etwa 27 Kilometer ostsüdöstlich von Poitiers. Umgeben wird Fleix von den Nachbargemeinden Paizay-le-Sec im Norden und Osten, Leignes-sur-Fontaine im Süden sowie Chauvigny im Westen.

## Bevölkerungsentwicklung
| Jahr                      | 1962 | 1968 | 1975 | 1982 | 1990 | 1999 | 2006 | 2013 |
| Einwohner                 | 237  | 180  | 153  | 129  | 129  | 151  | 149  | 152  |
| Quelle: Cassini und INSEE |      |      |      |      |      |      |      |      |

## Sehenswürdigkeiten
- Kirche Saint-Barthélemy